# Acquaviva Picena
Acquaviva Picena è un comune italiano di 3 605 abitanti della provincia di Ascoli Piceno nelle Marche.

## Geografia fisica
Acquaviva Picena sorge su una collina che domina il paesaggio della valle del Tronto, a pochi chilometri di distanza dal Mar Adriatico e da San Benedetto del Tronto. Dall'elevazione medio-collinare della cittadina (359 m s.l.m.) è possibile scorgere, nei giorni di bel tempo, oltre alla più alta cima dei Sibillini (Monte Vettore), anche le più lontane montagne abruzzesi (Gran Sasso, Maiella).

## Storia
Il sito di Acquaviva fu abitato fin dalla preistoria, della quale ha restituito numerosi reperti soprattutto d'epoca picena, ma anche d'età romana. Quando i Piceni, che vi furono certamente insediati nel VI secolo a.C., restarono sottomessi a Roma, il territorio acquavivano conservò vitalità grazie alla vicinanza della città di Castrum Truentinum.
Ma fu con le invasioni barbariche che il colle vide la nascita di un vero e proprio insediamento urbano: l'arrivo di Longobardi e Saraceni indusse infatti le popolazioni costiere a riparare sulle circostanti alture. Il borgo fu in origine possedimento farfense (947), poi divenne feudo della famiglia degli Acquaviva (da cui il nome) che nel XIII secolo vi edificò una fortezza.
Nel 1341 Acquaviva transitò sotto il controllo della città di Fermo, di cui costituì importante presidio in territorio nemico, preservandone i possedimenti costieri (San Benedetto in Albula) dalle mire di Ascoli. Nel Quattrocento il castello conobbe una notevole espansione demografica che condusse al raddoppio dell'abitato, con l'edificazione del settore orientale, denominato Terra Nuova in contrapposizione alla Terra Vecchia che, sorta a ridosso della fortezza, costituiva il nucleo originario del paese. Ciò rese anche necessaria la costruzione di un secondo caposaldo rivolto a oriente.
Inclusa nella legazione pontificia fermana, Acquaviva fu annessa con plebiscito al Regno d'Italia nel 1860. Nel 1799, durante la campagna napoleonica d'Italia, le forze antifrancesi capeggiate dal brigante Sciabolone l'avevano messa a ferro e fuoco distruggendo l'archivio comunale e con esso la fonte d'osservazione diretta della storia locale, la cui ricostruzione si basa principalmente su testimonianze esterne.
Nel corso del XX secolo, con lo sviluppo della vicina San Benedetto del Tronto legata alla pesca marittima e al turismo, ha influito sulla crescità di Acquaviva.

## Monumenti e luoghi d'interesse
- Fortezza degli Acquaviva (XIII-XIV secolo). Maestosa rocca medievale, fra le maggiori e meglio conservate delle Marche, riedificata nel Quattrocento da Baccio Pontelli.
- Torre dell'Orologio.
- Chiesa matrice di San Nicolò. Costruita nel XVI secolo e rimaneggiata nel XIX, mostra esternamente, sulla facciata a cornice orizzontale con timpano, un portale scolpito da artigiani di scuola ascolana. Il campanile a base quadrata presenta una terrazza con balaustra sormontata da una cuspide. L'interno è a croce latina a una sola navata e custodisce varie opere d'arte fra dipinti e sculture, tra i quali sono una Invenzione della Croce e un Compianto sul Cristo morto dei fratelli Cesare e Vincenzo Conti.[4]
- Chiesa di San Rocco (XIII secolo), romanica. È la chiesa più antica di Acquaviva e oggi l'interno appare ottocentesco.
- Chiesa di San Lorenzo (XVII secolo). Tempio agostiniano fondato nel 1613 con chiostro
- Chiesa di San Giuseppe.
- Chiesa della Madonna della Pietà.
- Chiesa suburbana di San Francesco. Annessa al convento francescano con chiostro, il più antico della Marca Fermana, fondato dallo stesso Francesco d'Assisi oggi in grave degrado.[5]
- Chiesa rustica di Santa Maria delle Palme
- Chiesa rustica di Santa Maria in Accubitu.

## Società

### Evoluzione demografica
Abitanti censiti

### Dialetto
Il dialetto acquavivano è parlato nel comune di Acquaviva Picena, è di tipo basso-truentino e presenta dunque molte affinità con quello sambenedettese, pur discostandosi significativamente per alcune caratteristiche. Le caratteristiche comuni a tutti gli altri dialetti della zona costiera sono:
- Metafonesi sannita monottongata (alcuni esempi: tìmbë per "tempo", fùchë per "fuoco");
- Monottongazione (alcuni esempi: mëstìrë per "mestiere", vàttë vì per "vattene via");
- Assimilazione dei nessi consonantici "-l + consonante" senza sonorizzazione (alcuni esempi: atë per "alto", fazë per "falso", pucì per "pulcino").

Nel dialetto acquavivano generalmente la -a finale cade, come in tutti gli altri dialetti costieri (alcuni esempi: issë parlë per "lei parla") tuttavia ultimamente, per influenza dell'italiano, la -a finale è stata reintrodotta soprattutto nei sostantivi e negli aggettivi, per cui mentre in sambenedettese "buona" si dice bbònë in acquavivano si dice bbòna, in sambenedettese "casa" si dice casë mentre in acquavivano rimane casa.
Alcuni vecchi documenti, come quelli del linguista tedesco Neumann, testimoniano come in passato, agli inizi del '900, il dialetto acquavivano presentasse metafonesi ascendente dittongata, come nei dialetti di tipo ascolano e offidano, e che solo successivamente abbia ridotto a monottongo l'esito metafonetico, forse per influenza sambenedettese. Inoltre in passato anche nel dialetto acquavivano esistevano dei frangimenti vocalici molto particolari, ormai del tutto estinti.

## Cultura

### Cucina
Le pesche di Acquaviva Picena consistono in due mezze sfere di pasta lievitata con un ripieno di cioccolato o crema pasticciera.

### Eventi
- La rassegna Acquaviva Comics Academy è stata una delle più importanti manifestazioni nazionali sul fumetto. È nata nel 1996 come Acquaviva nei fumetti e si svolgeva con cadenza annuale nel mese di agosto. La manifestazione termina nel 2006.
- Sponsalia è la rievocazione storica del matrimonio tra Forasteria d'Acquaviva e Rainaldo di Brunforte (1234). Organizzata dal 1988 a cavallo tra i mesi di luglio e agosto, prevedono nel loro contesto la disputa del Palio del Duca fra i due rioni cittadini di Aquila e Civetta. Esiste anche un Palio dei bambini a quattro rioni (Aquila, Civetta, Falco e Picchio).[8]

## Economia

### Artigianato
Tra le attività economiche più tradizionali, diffuse e attive vi sono quelle artigianali, come la rinomata produzione di pajarole, articoli per arredamento, in vimini o in midollino, e l'arte del merletto apprezzata in tutta Italia.

### Turismo
Il comune, a vocazione turistica, fa parte dell'associazione i borghi più belli d'Italia è stato insignito della Bandiera arancione del Touring Club Italiano. Grazie alla vicinanza al mare, si trova subito nell'entroterra di una delle principali mete turistiche delle Marche e dell'Italia centrale, la Riviera delle Palme, attrae un buon numero di turisti.

## Amministrazione
| Periodo        | Periodo        | Primo cittadino      | Partito              | Carica                  | Note   |
| -------------- | -------------- | -------------------- | -------------------- | ----------------------- | ------ |
| 21 giugno 1985 | 10 giugno 1990 | Filippo Gaetani      | Democrazia Cristiana | Sindaco                 | [ 13 ] |
| 10 giugno 1990 | 24 aprile 1995 | Filippo Gaetani      | Democrazia Cristiana | Sindaco                 | [ 13 ] |
| 24 aprile 1995 | 14 giugno 1999 | Filippo Gaetani      | Centro               | Sindaco                 | [ 13 ] |
| 14 giugno 1999 | 18 giugno 2001 | Raffaele Fogli       | Lista civica         | Sindaco                 | [ 13 ] |
| 18 giugno 2001 | 28 maggio 2002 | Marco Tomassini      |                      | Commissario prefettizio | [ 13 ] |
| 28 maggio 2002 | 29 maggio 2007 | Tarcisio Infriccioli | Lista civica         | Sindaco                 | [ 13 ] |
| 29 maggio 2007 | 7 maggio 2012  | Tarcisio Infriccioli | Lista civica         | Sindaco                 | [ 13 ] |
| 7 maggio 2012  | 12 giugno 2017 | Pierpaolo Rosetti    | Lista civica         | Sindaco                 | [ 13 ] |
| 12 giugno 2017 | 12 giugno 2022 | Pierpaolo Rosetti    | Lista civica         | Sindaco                 | [ 13 ] |
| 13 giugno 2022 | in carica      | Sante Infriccioli    | Lista civica         | Sindaco                 | [ 13 ] |

## Sport
La squadra di calcio locale è l'Acquaviva calcio che disputa la Seconda Categoria delle Marche, ma il paese ha anche una seconda squadra che gioca in Terza Categoria e sì chiama F.C.D. River.
Nella stagione 2013-2014 per la prima volta si è iscritta al campionato di Serie D una squadra di calcio a 5, l'Acquavivana C5, ottenendo buoni risultati.

## Galleria d'immagini

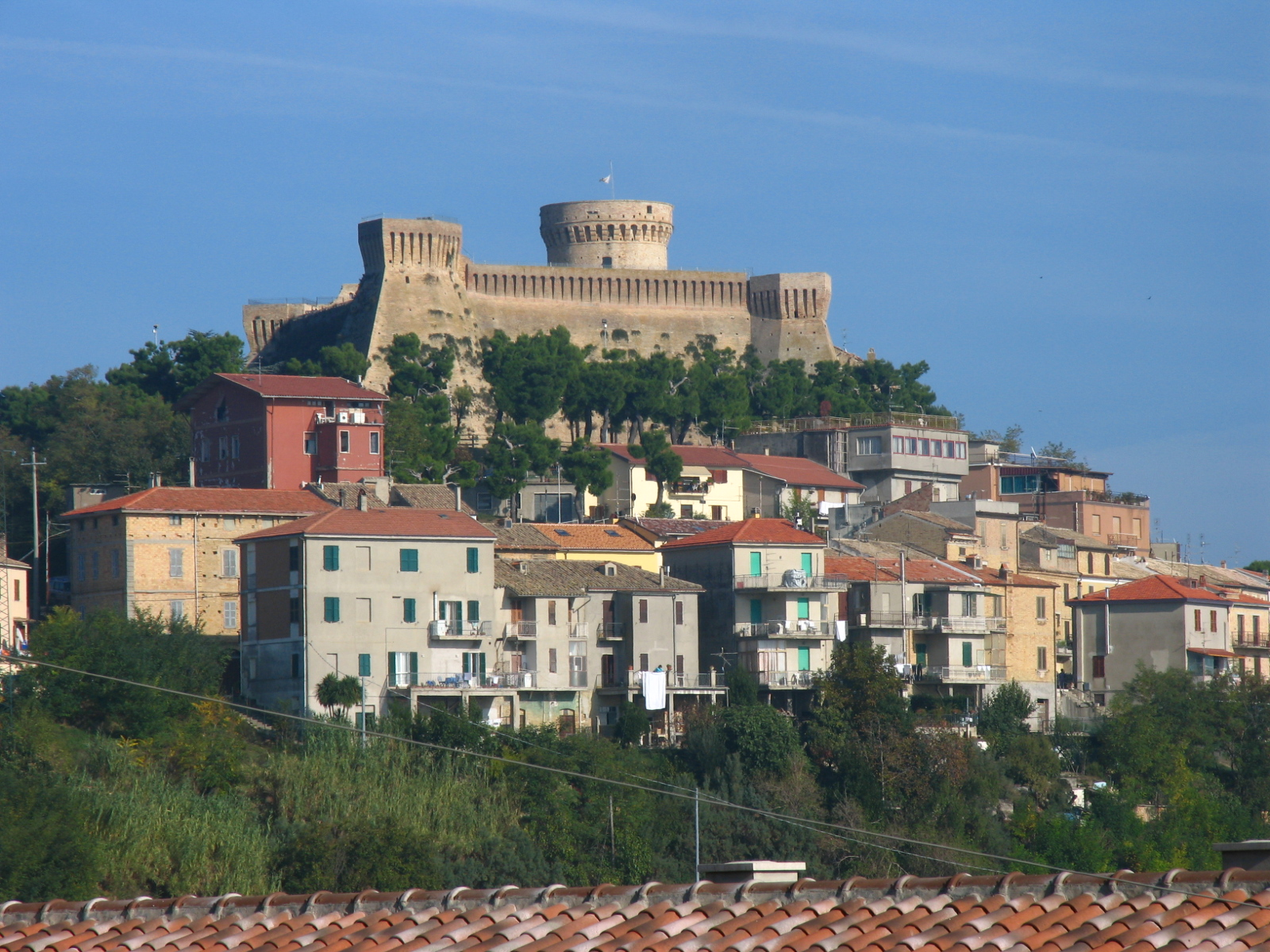
Vista d'insieme della Rocca
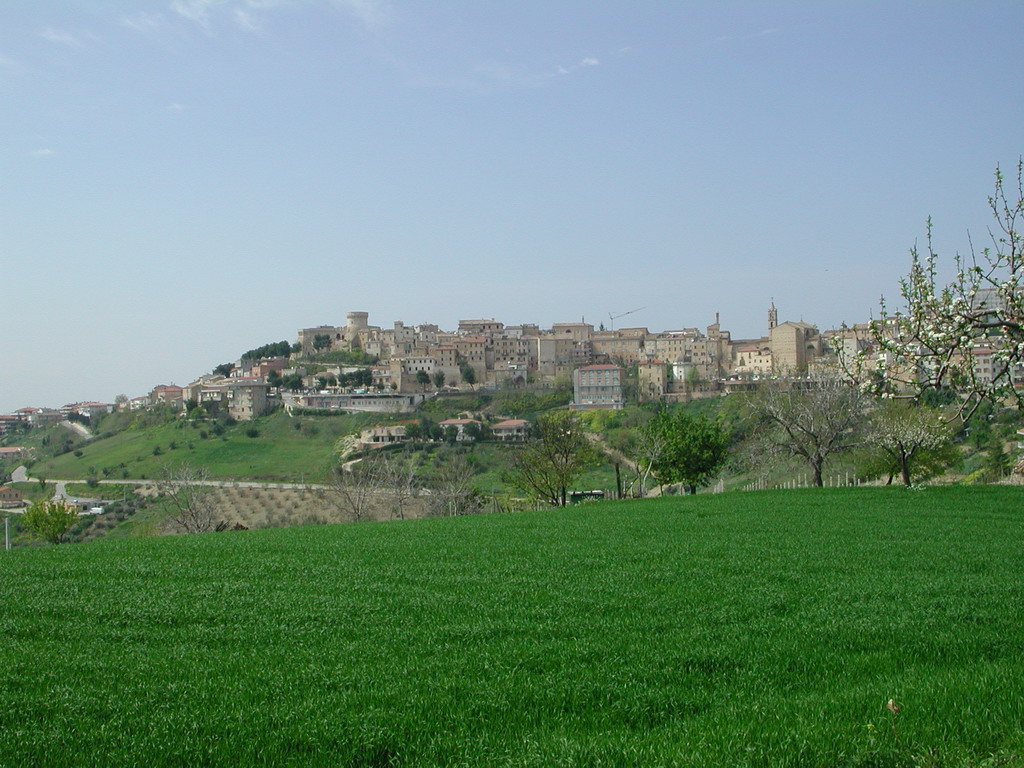
Panorama di Acquaviva Picena da sud
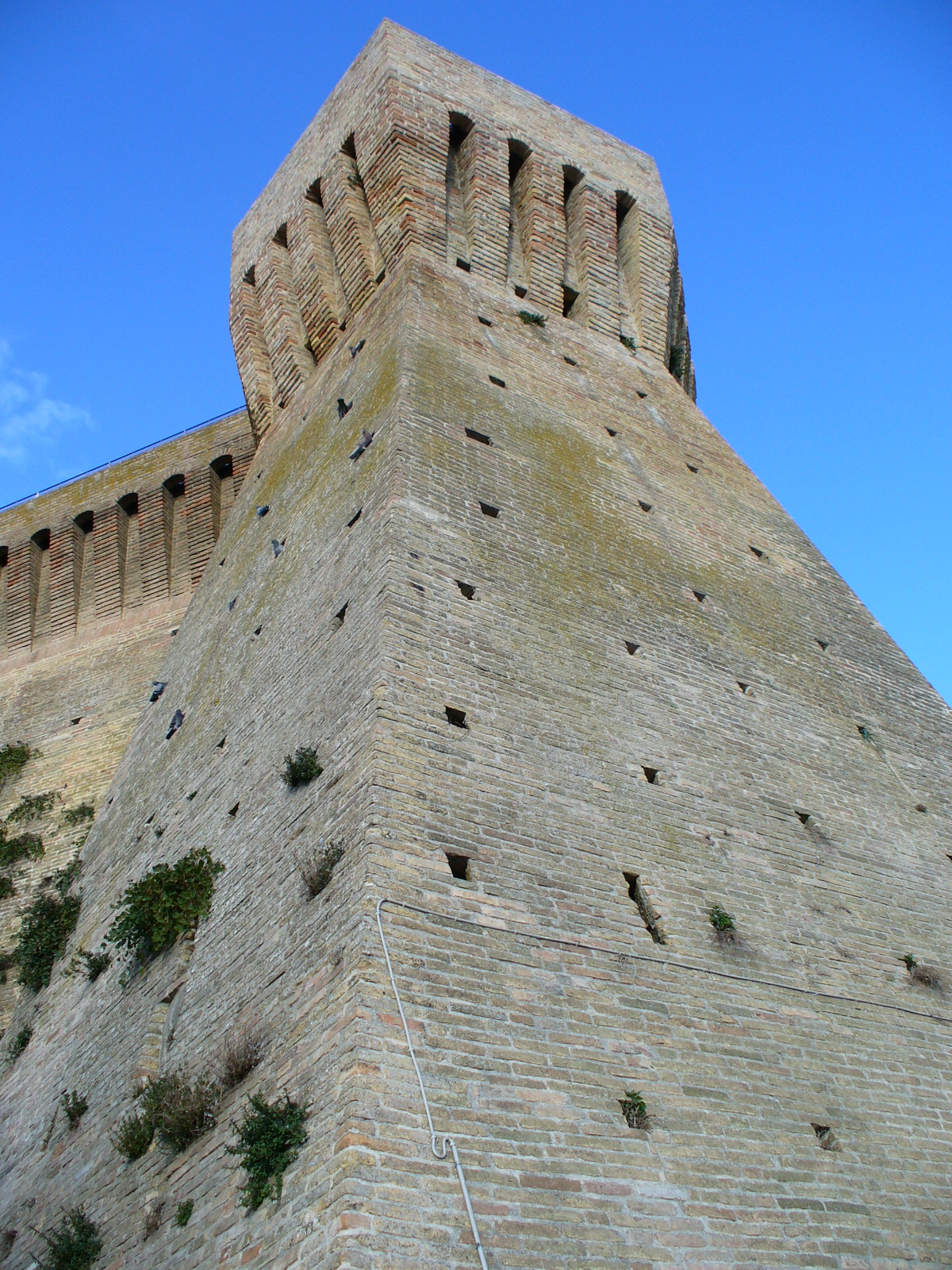
Torrione poligonale della Rocca
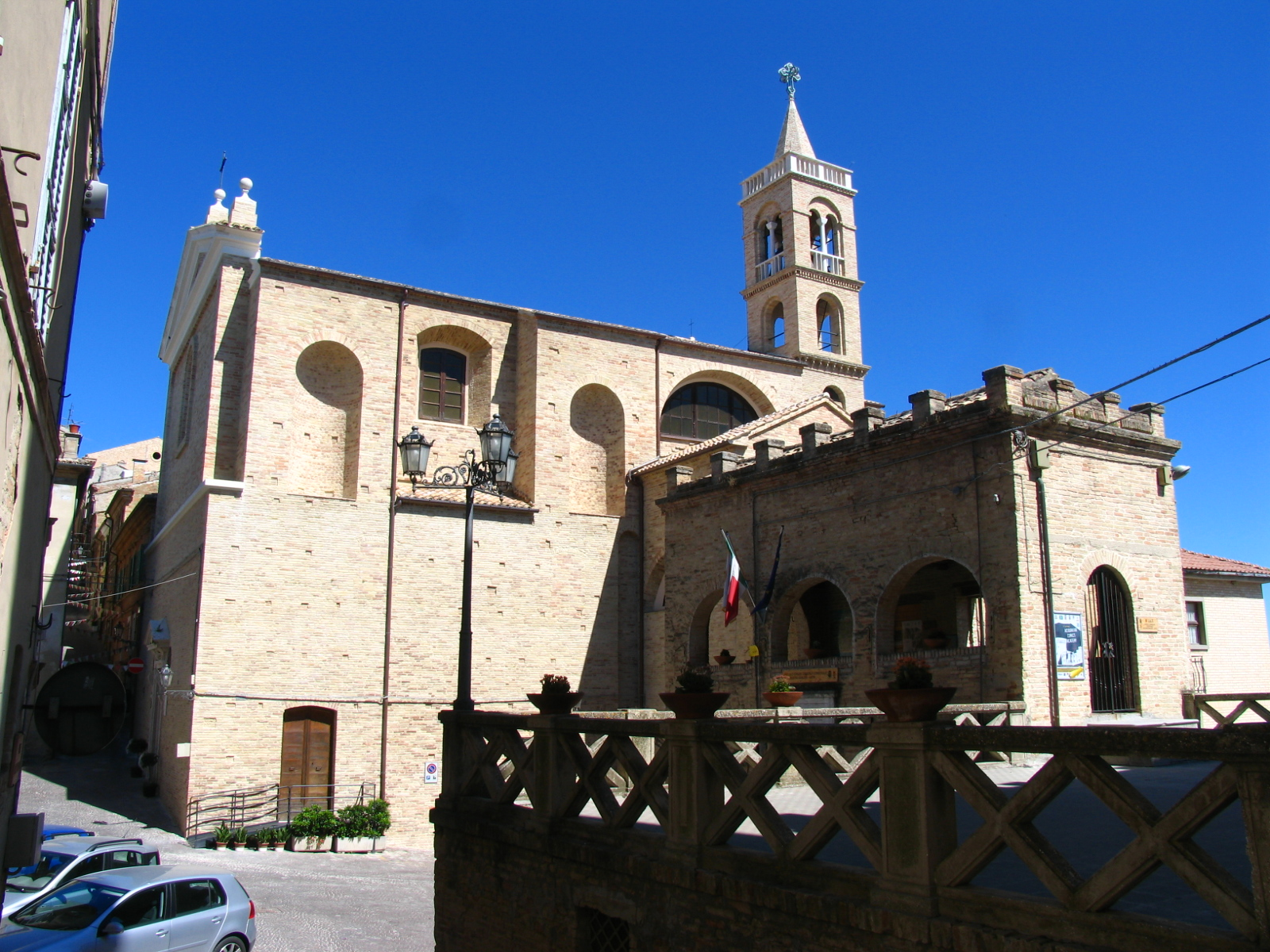
La chiesa matrice di San Nicolò
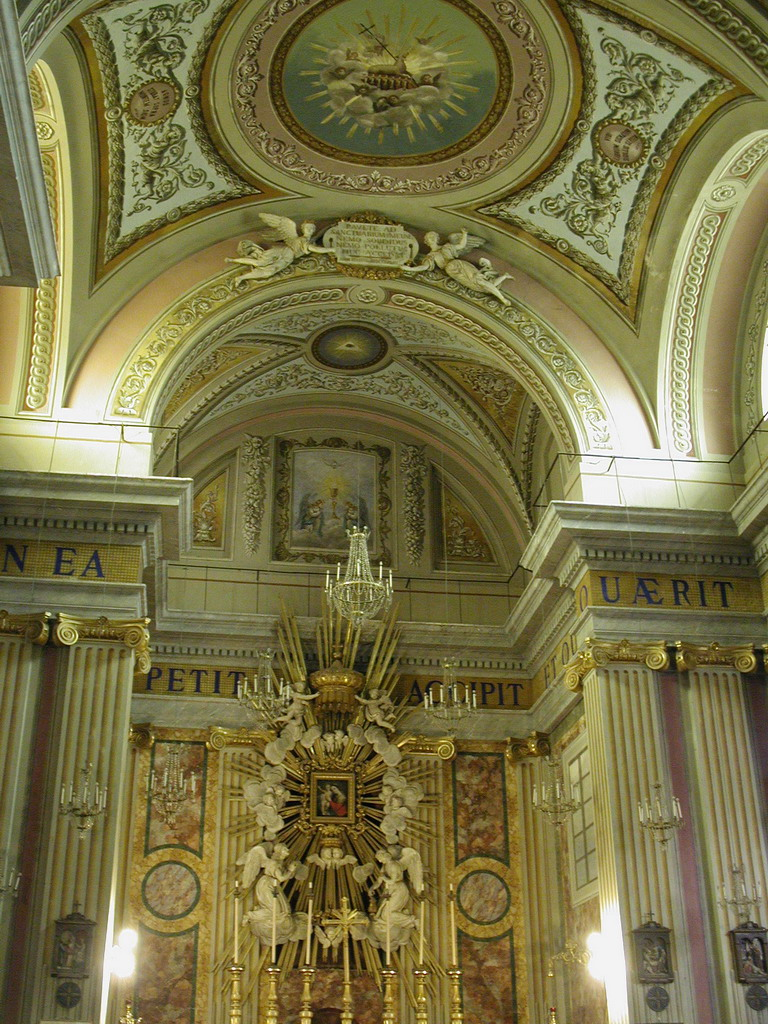
Interno della chiesa di San Nicolò
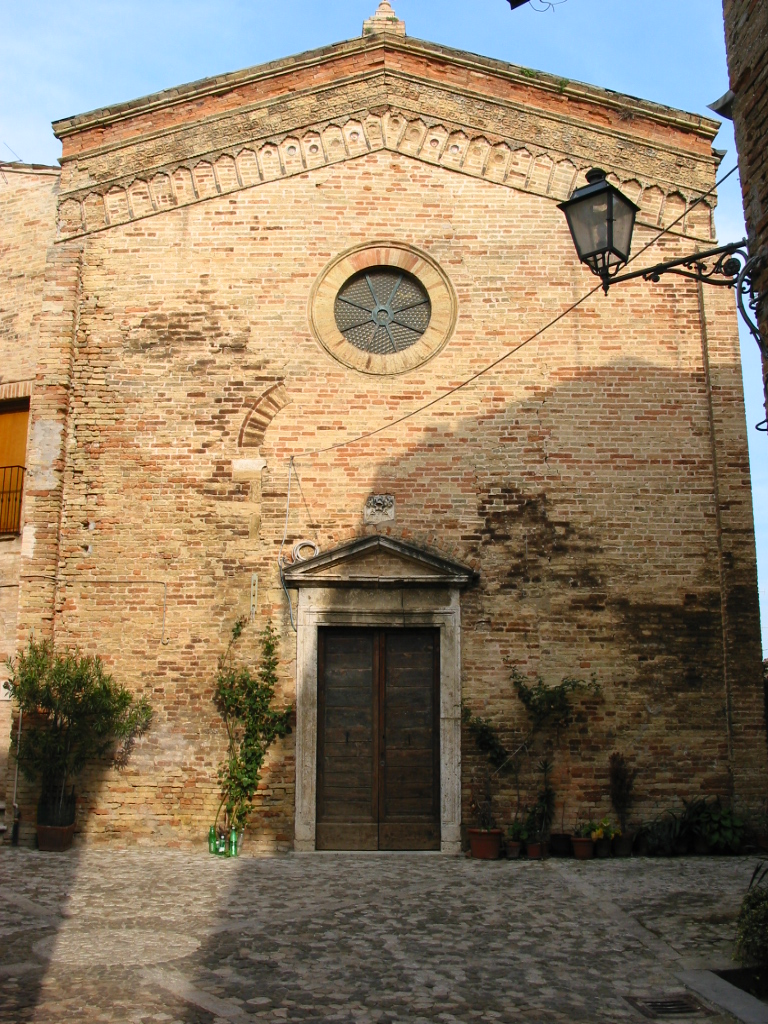
La chiesa di San Rocco
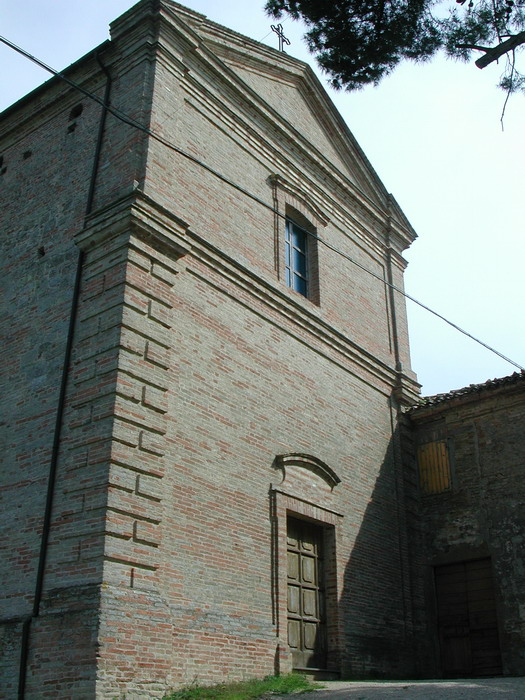
La chiesa di San Francesco
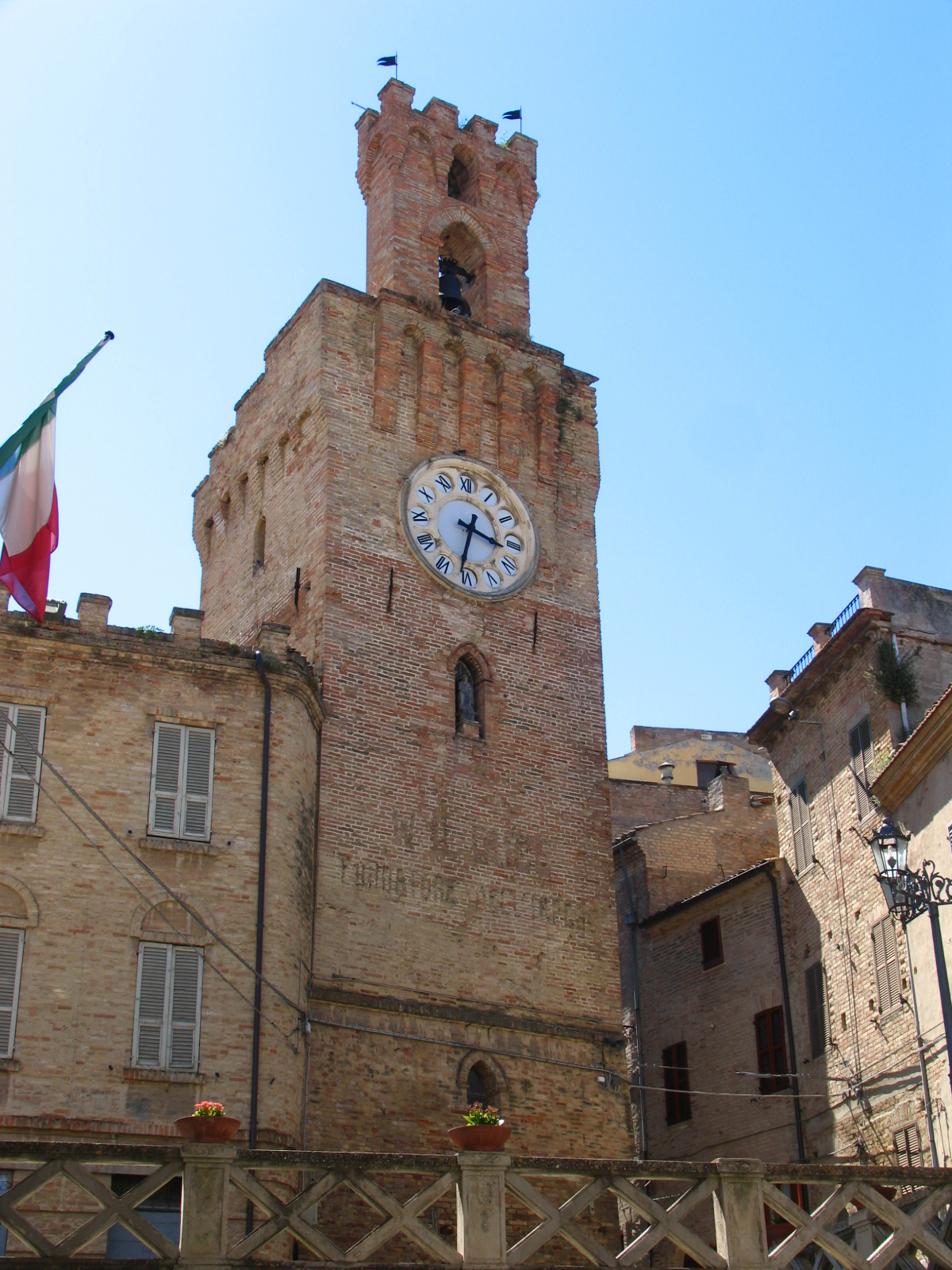
La Torre dell'Orologio
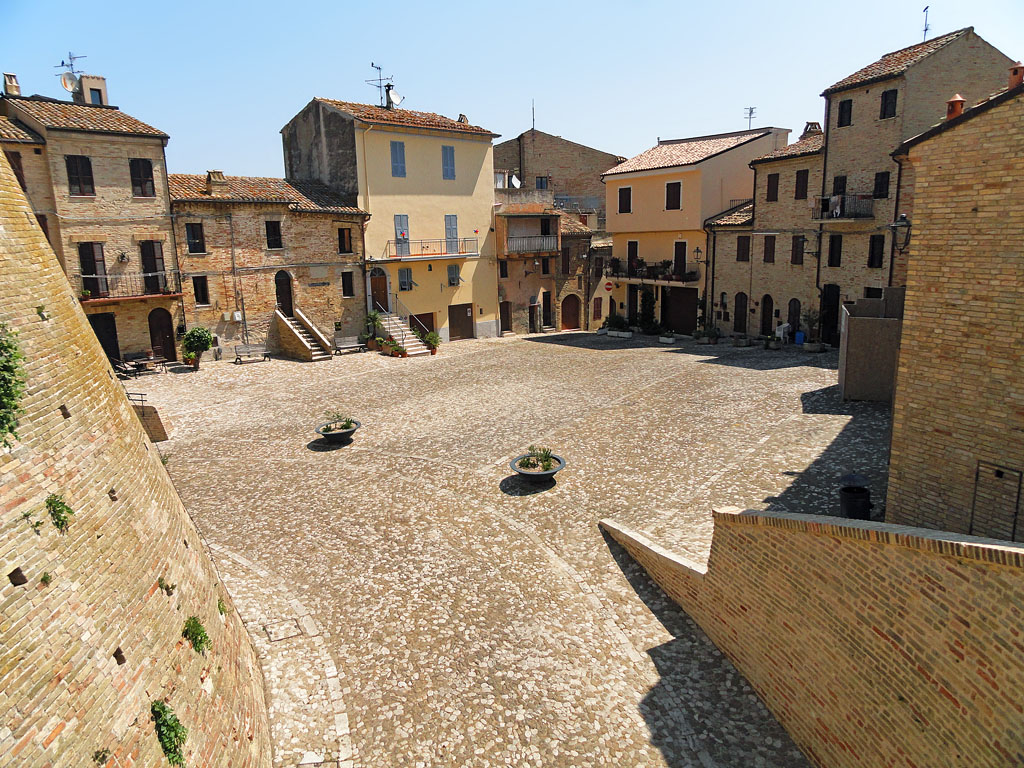
Piazza del Forte
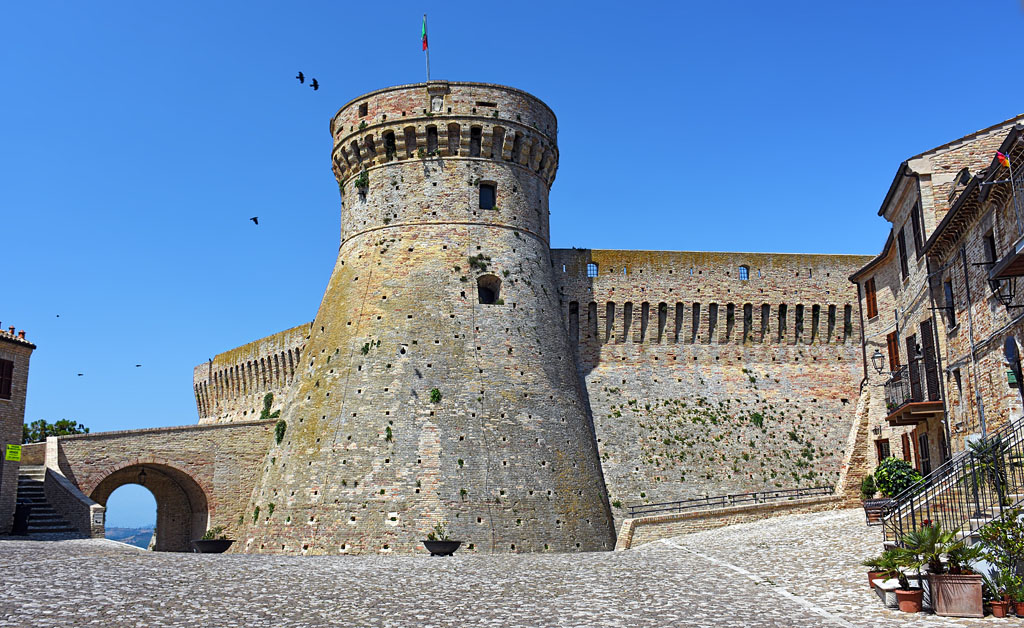
Fortezza